# Ingo Grausam
Ingo Grausam – niemiecki szermierz.

## Życiorys
Zdobywca złotego medalu (drużynowo) w szpadzie na Mistrzostwach Europy w Szermierce w 1991. 